# Paratoradjia beroni
Paratoradjia beroni är en kräftdjursart som beskrevs av Ferrara, Meli och Stefano Taiti 1995. Paratoradjia beroni ingår i släktet Paratoradjia och familjen Scleropactidae. Inga underarter finns listade i Catalogue of Life.